# Alive II
Alive II – drugi album koncertowy (w sumie ósmy) amerykańskiej grupy rockowej KISS wydany w 1977 roku.

## Lista utworów

### Strona pierwsza
1. "Detroit Rock City" (Paul Stanley, Bob Ezrin) – 3:58'
2. "King of the Night Time World" (Stanley, Ezrin, Kim Fowley, Mark Anthony) – 3:06
3. "Ladies Room" (Gene Simmons) – 3:11
4. "Makin' Love" (Stanley, Sean Delaney) – 3:13
5. "Love Gun" (Stanley) – 3:34

### Strona druga
1. "Calling Dr. Love" (Simmons) – 3:32
2. "Christine Sixteen" (Simmons) – 2:45
3. "Shock Me" (Ace Frehley) – 5:51
4. "Hard Luck Woman" (Stanley) – 3:06
5. "Tomorrow and Tonight" (Stanley) – 3:20

### Strona trzecia
1. "I Stole Your Love" (Stanley) – 3:36
2. "Beth" (Peter Criss, Ezrin, Stan Penridge) – 2:24
3. "God of Thunder" (Stanley) – 5:16
4. "I Want You" (Stanley) – 4:14
5. "Shout It Out Loud" (Stanley, Simmons, Ezrin) – 3:37

### Strona czwarta
1. "All American Man" (Stanley, Delaney) – 3:13 (śpiew główny – Paul Stanley)
2. "Rockin' in the U.S.A." (Simmons) – 2:44 (śpiew główny – Gene Simmons)
3. "Larger Than Life" (Simmons) – 3:55 (śpiew główny – Gene Simmons)
4. "Rocket Ride" (Frehley, Delaney) – 4:07 (śpiew główny – Ace Frehley)
5. "Any Way You Want It" (Dave Clark) – 2:33 (śpiew główny – Paul Stanley)

## Informacje
- Gene Simmons – gitara basowa, śpiew
- Paul Stanley – gitara rytmiczna, śpiew
- Ace Frehley – gitara prowadząca
- Peter Criss – perkusja, śpiew

## Notowania
Album – Billboard (Ameryka Północna)
| Rok  | Lista      | Pozycja |
| ---- | ---------- | ------- |
| 1978 | Pop Albums | 7       |

Single – Billboard (Ameryka Północna)
| Rok  | Singel                     | Lista       | Pozycja |
| ---- | -------------------------- | ----------- | ------- |
| 1978 | "Rocket Ride"              | Pop Singles | 46      |
| 1978 | "Shout It Out Loud" (Live) | Pop Singles | 54      |

Single – Billboard (Kanada)
| Rok             | Singel                     | Lista       | Pozycja |
| --------------- | -------------------------- | ----------- | ------- |
| 1978            | "Shout It Out Loud" (Live) | Pop Singles | 74      |
| 3               |                            |             |         |
| Japonia         | 56                         |             |         |
| Norwegia        | 31                         |             |         |
| Szwecja         | 22                         |             |         |
| Wielka Brytania | 49                         |             |         |